# 狛江市立狛江第二中学校

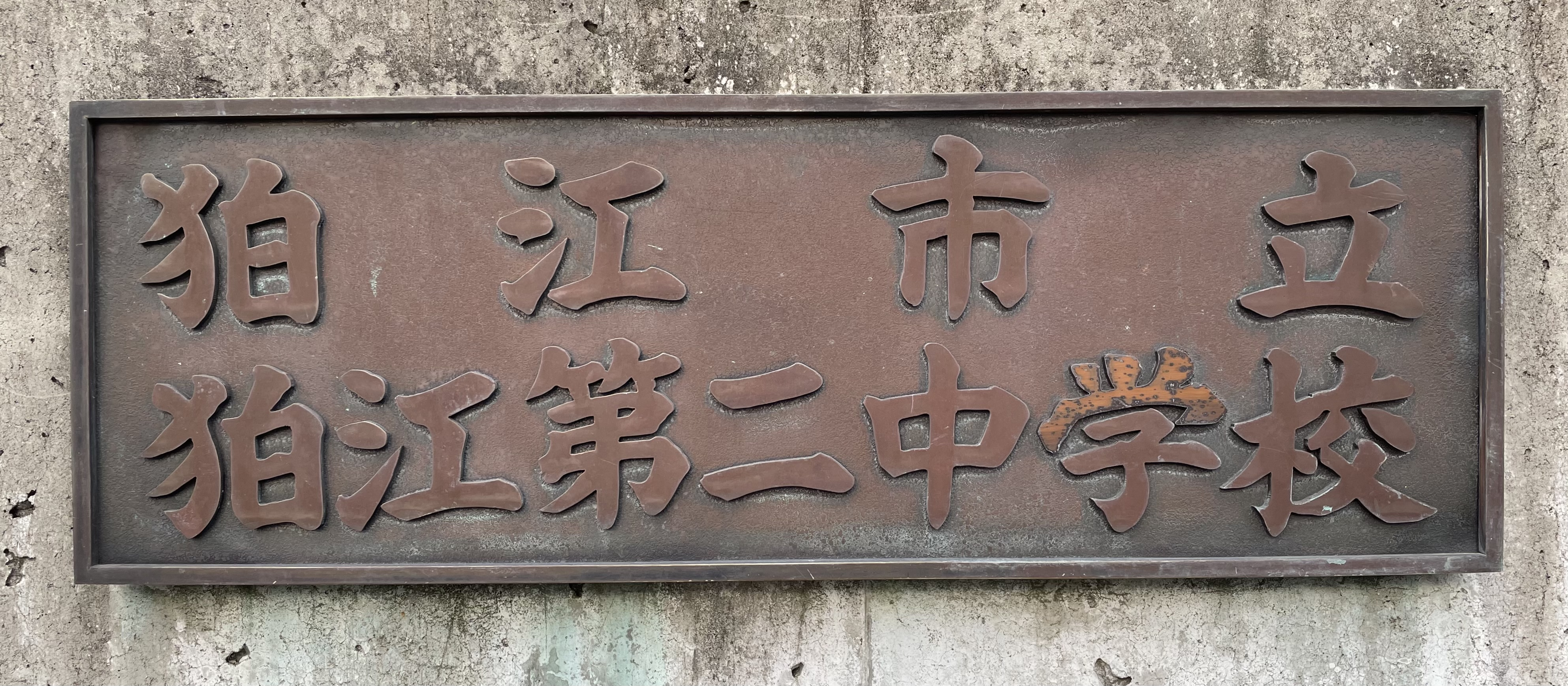
銅製の学校銘板

狛江市立狛江第二中学校（こまえしりつこまえだいにちゅうがっこう）は、東京都狛江市猪方二丁目に位置する公立の中学校である。「狛江二中」や「狛二」、もしくは単に「二中」などと略される。

## 概要
狛江市で4校ある中学校のひとつで、狛江市南部唯一の中学校である。学区は岩戸北・東和泉の一部と、岩戸南・猪方・駒井町の全部からなり、狛江市立狛江第三小学校、狛江市立狛江第六小学校の児童のほとんどが進学する。1つの学年あたりAからDまでの4学級の合計12学級あり、2022年5月現在422人の生徒が在籍する。
教育に関しては課題設定・課題解決・共同解決・振り返りで構成される学習スパイラルを実践している。また、狛江市の特別支援教室であるくすのき教室はこの学校を拠点としていて、各々に個別の特別支援教育を行なっている。部活動としてダブルダッチ部があったことで知られ、2010年の創部以来世界大会における優勝など、多くの実績を残した。

## 教育

### 特別支援教育
狛江市の特別支援教室であるくすのき教室は、この学校を拠点校として設置されている。くすのき教室は狛江市に住む全ての学習に支障をきたす心身の障害をもつ中学生を対象とし、狛江市立狛江第一中学校・狛江市立狛江第三中学校・狛江市立狛江第四中学校の各学校で教育が行われている。この4校を合計すると2021年時点で計54人の生徒が在籍している。
くすのき教室は2004年4月1日に情緒障害等通級指導学級・くすのき学級として開設され、2016年度から翌年度にかけて特別支援教室モデル事業が実施された。モデル事業終了年度の翌年度である2018年度より特別支援教室として本格的に教育が開始され、今日に至る。ここで、特別支援教室の名称に含まれるくすのきは、クスノキは大きく育ち、また耐久性に優れ、医薬品としても活用されることにちなみ、生徒が多くの場面で活躍し、心身が逞しく成長するという目標に例えてつけられた。

## 沿革

### 開校以前
この学校が開校する前まで、狛江町内唯一の中学校であった狛江町立狛江中学校（後の狛江市立狛江第一中学校）に狛江町に住む生徒が通学していた。無論、狛江南部に住む生徒も例外ではなく、現在の学校の位置から直線距離にして約1.5キロメートル以上もの距離を歩いて通学する必要があった。1964年（昭和39年）に神代団地の入居が、1966年には多摩川住宅の入居がそれぞれ開始されると狛江中学校の生徒数は1,024名を数え、マンモス校と化した。そうした状況から、南部に住む町民をはじめとして一部から南部への中学校建設を求める声が増えたが、町は建設費確保の難しさを理由として計画を先延ばしにし続けていた。
しかしながら1967年には都営狛江アパート（都営狛江団地）の入居が開始される予定であったので、新しい中学校を開設せざるを得ず、町は土地の確保と建設費確保に向け東京都との交渉を開始した。当時、都からは大規模団地が建設された地域に設置する学校に対してのみ建設費などの補助を出していたが、団地建設によりさらに規模が大きくなるであろう学校の規模を縮小させるための学校新設であったことから補助金などの交付が認められた。こうしたケースはこの学校が初めてであった。

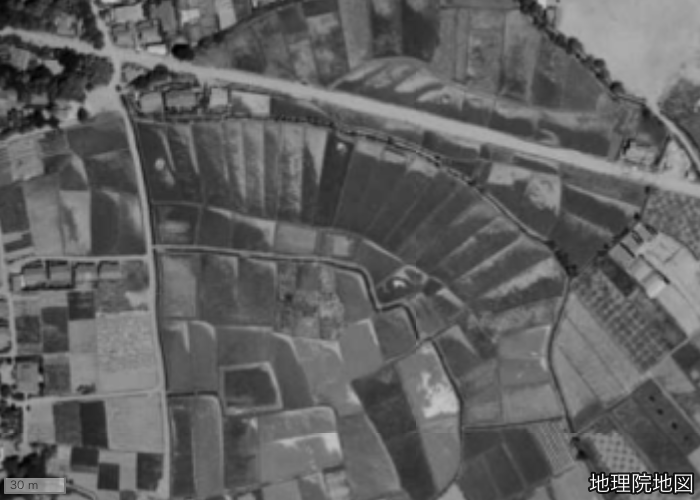
建設予定地の国土地理院による航空写真。

こうした経緯を経て、東京都から土地購入資金や建設費の一部補助を受けつつ建設が開始された。建設場所には狛江市南部の狛江町立狛江第三小学校の南、田園が広がる地帯が選ばれた。当時当地は田んぼや灌漑用水、小川が流れていたため、工事はそれらを埋め整地する作業から始まった。校舎は鉄筋コンクリート構造の4階建てで、普通教室12教室、特別教室4教室が設置された。町内における学校としては初めて4階まで造られた。当時学校建築に様々なアイデアが取り入れられた時期であったため、この学校も様々な工夫が施された。（詳細は節「学校施設」を参照）校舎は1967年4月4日に竣工した。教材や教具の準備は狛江中学校の準備委員が担当した。生徒が使う机は、生徒の利便性を考え狛江中学校で設計し、刑務所で生産されたものを当初使用した。

### 開校と増築

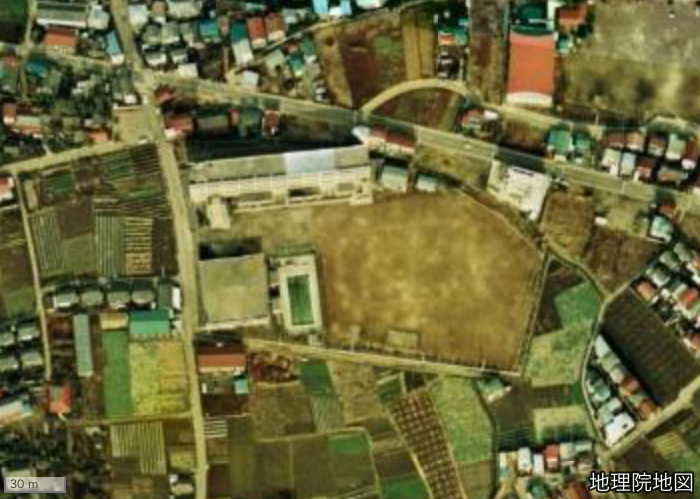
開校当時の航空写真。上が本館、下が体育館。

1967年（昭和42年）4月1日に設立が許可され、同日に狛江中学校から別れる形で狛江町立狛江第二中学校として開校した。学区域は当時流れていた六郷用水を境にして、その南側を学区とした。この地域に住む全ての狛江第一中学校に通う生徒を狛江第二中学校に移動させる予定であったが、新学期より新たに3年生となる生徒から「卒業を目前にして移籍するのは嫌だ」という声が多く上がったことから、新3年生は希望者のみが移籍した。結果、狛江第二中学校へは162名が移籍し、10学級設置されたが、うち3年生は23名のみであった。翌年度、学区に岩戸北四丁目の全域が追加された。
4月6日に開校式が挙行され、その際初代校長が訓示した「3つの『き』」に関する話はのちに校訓となる。翌日第一回入学式が挙行され、新たに197人を迎え、初年度の在校生は計378人となった。なお、まだ体育館が完成していなかったため、これらの式典は紅白幕が張られた校庭で、青空の下挙行された。また、同月15日に第一回生徒総会（役員は10月23日に選出）、28日より京都・奈良方面への修学旅行が実施された。
プールと体育館は完成が遅れた。プール建設は国の失業対策事業の対象事業として行われ、同年8月1日までに完成し同日にプール開きが行われた。体育館は同年12月20日に完成した。体育館の形状は正方形で、非常に珍しいものだった。設計は早稲田大学安東研究室（安東勝男）、構造は早稲田大学松井源吾研究室（松井源吾）がそれぞれ担当した。その後も学校施設の建設は続き、開校2年経った1969年度時点で生徒数が605人、計16学級となり開校時の生徒数からほぼ2倍となったため、校舎の増築（第2期増築工事）が行われた。1969年2月28日に普通教室4教室が竣工し、1970年5月10日には第3期増築工事として普通教室4教室、特別教室2教室（家庭科室・図書室）及び昇降口がそれぞれ竣工した。（詳細は節「学校施設」を参照）また、1969年10月1日に狛江町が市制を施行し狛江市となったため、従来の狛江町立狛江第二中学校から現在の狛江市立狛江第二中学校へと名称が変更された。
1968年度に、進学元である狛江市立狛江第三小学校の生徒数が1,052人となり、新規の受け入れが難しくなったため狛江市立狛江第六小学校が新設されることとなった。狛江第六小学校は1971年度より開校し、狛江第三小学校と学区を分割した。これによりこの学校の進学元の小学校は前述の2校になった。

### 開校以降
1972年度に狛江第一中学校の生徒数は1,000人を超え、1,107人の29学級と再びマンモス校となったため、1973年に新しく狛江市立狛江第三中学校が開校した。主に狛江第一中学校の生徒が移籍したが、一部狛江第二中学校の生徒も移籍した。これにより学区が大幅に変更され、小田急小田原線以西及び以北は全て狛江第三中学校の学区となった。これにより、当時17あった学級が16学級に減少した。その翌年度である1973年12月に暖房が従来の石炭ストーブから石油ストーブに変更された。ただし、当時はオイルショックの真っ只中であり、しばらくは満足に教室を暖められない状態が続いた。なお、冷房は狛江第三中学校などではこの時期から順次設置が始まったが、この学校では平成になるまで教室に設置されることはなかった。
1973年1月22日、臨時生徒総会が招集され、補正予算承認の件を審議議決した。内容はアマチュア無線クラブを創部するために必要な補正予算の承認で、当時2年生だった五神真が召集を求めた。案件は承認され、それに伴いアマチュア無線クラブが創部された。なお、この五神真はのちに第30代東京大学総長、日本学術会議会員を歴任する、物理学者となる。（詳細は節「関係者」を参照）
1974年10月1日から昭和49年台風16号が接近し、多摩川が氾濫する危険性が高まったため緊急避難場所に指定され、700人以上がこの学校の本館に避難した。この台風により猪方において堤防が決壊するという大規模な水害（多摩川水害）が発生したため、翌日10月2日は臨時休業した。

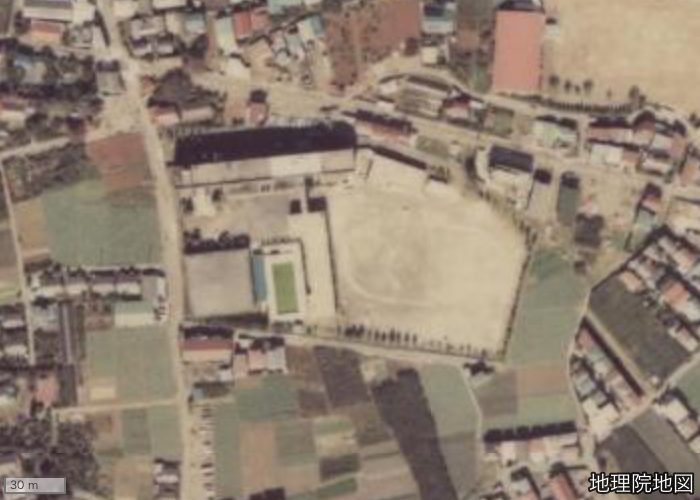
1970年代の航空写真。校舎が増設されているのが分かる。

1976年度までに生徒数が再び増加したため、増築が行われ普通教室4教室、特別教室4教室（LL教室・視聴覚室・第一音楽室等）を備えた新館と、本館東側に木工室と金工室が入る技術棟が1976年5月13日にそれぞれ竣工した。1990年（平成2年）に新館の改修工事が行われ、視聴覚室が移動になり、また新たにコンピューター教室が設置された。
その後2001年3月31日には給食配膳室が設置され、翌年度5月1日よりミルク給食が開始された。本格的な中学校給食が始まるのは7年後の2008年10月14日のことである。（詳細は節「学校給食」を参照）

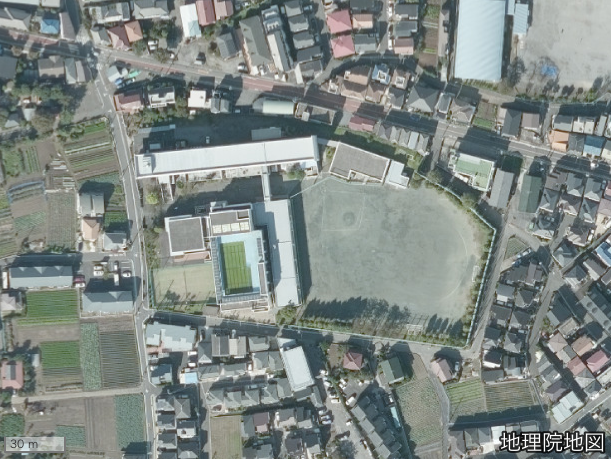
2019年に撮影された航空写真。武道棟と体育館棟が見える。

2010年より体育館とプールなどの大規模な再整備が始まった。同年2月18日に住民説明会が開かれ、7月21日にプールの撤去が開始、9月1日に工事が始まった。翌年7月21日には正方形の体育館の撤去も始まり、そのさらに翌年8月31日にはアリーナとプールを含む体育館棟が完成した。また、同年度中に冷房の普通教室への取付け工事や武道棟の整備工事も行われた。2011年度中にこれら全ての工事が終了した。
2019年（令和元年）10月12日の令和元年東日本台風通過時に避難所として開設された。この時避難民が1,000人以上と殺到し、市は狛江第二中学校では新規避難民をこれ以上受け入れることができないとして避難所を閉鎖する事態となった。

## 学校生活

### 学校行事
全学年に共通の行事として、体育祭、文化発表会、合唱コンクールがある。文化発表会は一般的な文化祭のようなものではなく、文化部の発表や授業での制作物などの展示を主として行われるようである。なお、第一回（1969年）以降など文化祭という名称で開催されていた時期があり、2日間かけて開催された。合唱コンクールは各クラス毎で合唱の技量を競う行事で、狛江市の市民ホールであるエコルマホールで開催される。

### 給食
学校給食が実施されている。給食は他の狛江市立中学校のものとともに狛江市立中学校給食センターで調理され、食缶方式で配送される。
学校給食は2008年10月14日より民間事業者に委託して行われていたが、2013年2月に2013年度以降の業務継続が困難であるとして、民間事業者が2013年度をもって撤退したため、翌年度以降は牛乳のみを全員に無償配布するミルク給食に変更された。希望者は一食450円の斡旋弁当を購入できるとされた。その後市は、学校給食の再開を目指して業者の選定などを行った。旧狛江市立狛江第七小学校跡地に新たに狛江市立中学校給食センターが建設され、約2年半年の学校給食の中断を経て2015年7月に再開し現在に至る。

## 学校の象徴

### 制服
現行の制服は青みがかかったブレザーで、夏服と冬服がある。なお、女子の制服はスラックスとスカートから自由に選択できる。ネクタイが制定されているが、リボンは制定されておらず、男女共に式典の際にネクタイを身につける。通学鞄の指定はない。開校当時の制服として通学帽があったようだが、現在までに廃止されている。

### 校章
校章は楯を模ったもので、中央に「中」の字を図案化した双葉、上部に「二」の字を多摩川の流れのようにデザインしそれぞれ配したものである。上部の二は、豊かで逞しく、協力して伸びる姿を象徴すると解説されている。下部は片仮名の「コマエ」を組み合わせたもの。開校当時の美術科教諭であった平沢理紀夫がデザインした。開校年度である1967年6月1日に制定され、同日より通学帽の帽章とバッジとして着用することとなった。校旗はえんじ色の布に中央に金色の校章を配したもの。

### 校歌
校歌は開校年度の1967年11月27日に制定されたもので、谷田慶子作詞、土居通真作曲。1968年2月23日に校歌の発表会が催された。「校歌は校内で作りあげたい」という初代校長の大八木敏夫の強い要望で、当時の国語科教員だった谷田慶子が作詞した。この谷田慶子は後述の通り、詩人の牟礼慶子である。1987年、創立20周年を記念して校門横に石碑が建てられ、現在も保存されている。

## 学校施設

### 概説
校舎は本館・別館・体育館棟・武道棟・技術棟の5つの建物で構成される。校地面積は15,830平方メートルで、うち校舎が9,313平方メートルを占める。校庭は約6,517平方メートルほどで、200メートルトラックが収まる。校地面積は狛江市立中学校の中では狛江第一中学校に次いで2番目に広く、狛江市立学校の中では狛江第一中学校と狛江第三小学校に次いで3番目に広い。なお、生徒急増期に設置された学校としては珍しく、プレハブ小屋が建設されたことがない。

### 各棟
- 本館 - 1966年竣工・RC造・4階建[50]:22

主に普通教室が設置されていて、職員室なども本館内に位置する。建設にあたり様々な工夫が取り入れられ、例えば南側の窓に長さ1メートルのコンクリート製の庇を設けることで、カーテンの必要を省いたり、北側の窓を高い位置に設けることで近隣住民の視線を遮断したりした。また、美術室や被服室などの特別教室を一階に集中させることで、ガス管や水道管敷設の費用を抑えた。本館はこの中学校で最も早期に完成した建物であり、その分劣化も進んでいるという評価を受けている。2020年に狛江市により行われた建物の健全度評価によれば、100点満点中59点とされていて、狛江市立学校の建物の中で2番目に低い点がつけられた。
- 別館 - 1976年竣工・RC造・2階建[50]:22

主に特別教室が設置されている。本館とは2階部分で渡り廊下と接続する。建物の健全度評価では100点満点中64点の評価を受けている。かつては現在の技術棟が別館と呼ばれ、現在の別館は新館と呼ばれていた。
- 体育館棟 - 2011年竣工・RC造・4階建[50]:22

1階から2階にかけて体育館（アリーナ）が位置するほか、屋上にはステンレス製無塗装のプールも設置されている。旧体育館（後述）の老朽化が進み、修繕とさらに耐震化工事が必要になったため新設された建物である。屋上のプールは25メートルを6レーン分、水深1.1メートル（最深部は1.2メートル）を確保していて、夏季休暇中には市民に対して開放もされる。プールサイドの一部に設置されている屋根は最大発電量が15キロワットの太陽光発電設備となっていて、プールの水はこの装置を用いて浄化され、非常時に飲料水として提供される。なお、健全度評価では満点と評価された。そのため市はアリーナの積極的な改修と長期利用を目標に掲げており、80年以上の利用を目指している:29。
- 武道棟 - 2012年竣工・RC造・2階建[50]:22

体育館棟と直接接続する。2階には武道場が、1階には多目的室がそれぞれ位置する。多目的室はこの学校が震災等発生時の一時避難場所となることから整備された。また、広さは1学年が食事を取ることができる十分なスペースを確保し、調理室も併設する。多目的室に面すように屋外にテニスコートが整備されていて、こちらも同時に竣工した。武道場は当時の学習指導要領に基づき、市内で初めて柔道・剣道・ダンスに対応した施設として建設された。壁面は緑化されていて、環境に配慮した設計となっている。
- 旧体育館 - 1967年竣工・2010年撤去・RC造・2階建

現在では既に取り壊されていて存在しないが、かつて体育館の形は正方形だった。敷地を最大限活用するということに重点をおいた結果正方形になったとされる。正方形の四隅に対角になるようにそれぞれ舞台と更衣室、器具庫を2か所設置し、中央にバレーボールのコート2面分もしくはバスケットボールのコート1面を取ることができる十分な広さを確保していた。形だけでなく外観も奇抜で、屋根は4個のHPシェル（双曲放物面シェル）を組み合わせたものとなっている。2階部分の窓は3重窓になっていて、それぞれの窓の組み合わせによって暗幕の必要を省いた。面積884平方メートル。設計は早稲田大学安東研究室の安東勝男が、構造は早稲田大学松井源吾研究室の松井源吾（作品番号049）がそれぞれ担当した。前述したが、老朽化が進んだことや耐震化工事が必要になったことなどにより建て替えられた。

## 部活動

### 現行の部活動
2023年度現在、運動部8つ、文化部4つの計12個の部活動が存在する。各部とも概ね活発に活動しており、各部の実績はダブルダッチ部の世界大会での優勝、吹奏楽部の東京都アンサンブルコンテスト金賞、男子サッカー部の東京都大会ベスト8、男子バレーボール部の東京都大会ベスト16などに代表される。現行の部活動は以下の通り。
- サッカー部
- 野球部
- 男子バスケットボール部
- 女子バスケットボール部
- 男子バレーボール部
- 女子バレーボール部
- 女子硬式テニス部
- 女子バドミントン部
- 美術部
- 合唱箏曲部[注 8]
- 科学部[注 9]
- 吹奏楽部

### 廃止された部活動
廃止された部活動は以下のようなものがある。
- ダブルダッチ部
- 硬式テニス部[60]
- 男子テニス部
- 合同柔道部[63][注 10]
- 自然研究部 (MRC)[61][注 11]
- 演劇部[60][66]
- ペーパークラフト・手芸部[60][63][62]
- 水泳部[63]
- 卓球部[60][67][68][63]
- 漫画創作部[60][63][65][66]
- 将棋部[注 12]
- アマチュア無線クラブ[35]
- 技術部[60]
- JRC部[60]

### 各部活動
ここでは各部活動の実績のうち、一部を列挙する。

#### 男子バレーボール部
| 年     | 大会                                                                                      | 順位     | 出典          |
| ------ | ----------------------------------------------------------------------------------------- | -------- | ------------- |
| 2022年 | 第66回東京都中学校バレーボール新人大会                                                    | ベスト8  | [ 69 ]        |
| 2021年 | 第60回東京都中学校総合体育大会バレーボール競技兼 第75回東京都中学校バレーボール選手権大会 | ベスト16 | [ 70 ] [ 71 ] |
| 2019年 | 第58回東京都中学校総合体育大会バレーボール競技兼 第73回東京都中学校バレーボール選手権大会 | ベスト32 | [ 71 ]        |
| 2019年 | 第63回東京都中学校バレーボール新人大会                                                    | ベスト32 | [ 71 ]        |
|        |                                                                                           |          |               |
|        |                                                                                           |          |               |

#### 吹奏楽部
| 年     | 大会                                              | 賞   | 出典   |
| ------ | ------------------------------------------------- | ---- | ------ |
| 2019年 | 平成31年度東京都中学校吹奏楽コンクール 東日本部門 | 金賞 | [ 72 ] |
| 2018年 | 平成30年度東京都中学校吹奏楽コンクール 東日本部門 | 金賞 | [ 72 ] |
|        |                                                   |      |        |

#### ダブルダッチ部
ダブルダッチを専門とする部活動。2010年度赴任した教諭が、日本ダブルダッチ協会の公認インストラクターである息子をコーチとして創部した。ダブルダッチ部を擁す公立中学校は都内ではこの学校を含め2校のみであった。大会へは部内でチームを作り、チーム単位で出場する。過去には世界大会に参加したうえ、2度の優勝を経験し、多く報道機関で特集された。2023年3月31日のイベントを以て廃部となった。
| 年     | 大会                                              | 国 | 順位 | チーム      | 出典   |
| ------ | ------------------------------------------------- | -- | ---- | ----------- | ------ |
| 2020年 | Double Dutch Delight 2020 Next Heroes             |    | 1位  | 狛瑚來璃    | [ 72 ] |
| 2019年 | Double Dutch Delight 2019 Next Heroes             |    | 3位  | 狛TRUST     | [ 72 ] |
| 2019年 | East Style 2019 Future                            |    | 1位  | 狛TRUST     | [ 72 ] |
| 2019年 | East Style 2019 Future                            |    | 3位  | 狛Glassy    | [ 72 ] |
| 2019年 | Double Dutch Contest World 2019                   |    | 2位  | 狛☆Min-Tina | [ 72 ] |
| 2019年 | World Jump Rope 2019 Japan Selection ペア         |    | 2位  | 狛force     | [ 72 ] |
| 2019年 | World Jump Rope 2019 Japan Selection ペア         |    | 3位  | 狛Bless     | [ 72 ] |
| 2019年 | World Jump Rope 2019 Japan Selection シングル     |    | 3位  | まめ☆狛     | [ 72 ] |
| 2018年 | East Style 2018 Future                            |    | 2位  | 狛Bless     | [ 72 ] |
| 2018年 | ダブルダッチチャレンジ in Tokyo                   |    | 2位  | 狛Cord      | [ 72 ] |
| 2017年 | Double Dutch Contest World 2017 Junior            |    | 1位  | まめ☆狛     | [ 65 ] |
| 2017年 | Double Dutch Contest World 2017 U-19              |    | 1位  | 狛Zest      | [ 65 ] |
| 2017年 | Double Dutch Contest Japan 2017 Junior            |    | 1位  | まめ☆狛     | [ 65 ] |
| 2017年 | Double Dutch Contest Japan 2017 U-19              |    | 1位  | 狛Zest      | [ 65 ] |
| 2013年 | 第68回国民体育大会 Speed                          |    | 1位  | 狛Rise      | [ 77 ] |
| 2013年 | 第68回国民体育大会 Speed                          |    | 2位  | 狛Revue     | [ 77 ] |
| 2013年 | 第68回国民体育大会 Speed                          |    | 3位  | 狛Join!!    | [ 77 ] |
| 2013年 | 第68回国民体育大会 Fusion                         |    | 1位  | 狛Rise      | [ 77 ] |
| 2013年 | 第68回国民体育大会 Fusion                         |    | 2位  | 狛Revue     | [ 77 ] |
| 2013年 | 第68回国民体育大会 Fusion                         |    | 3位  | 狛Join!!    | [ 77 ] |
| 2013年 | National Double Dutch League Holiday Classic 2013 |    | 8位  | 狛Revue     | [ 73 ] |
| 2012年 | National Double Dutch League Holiday Classic 2012 |    | 1位  |             |        |
| 2011年 | National Double Dutch League Holiday Classic 2011 |    | 4位  | Fami狛      |        |
| 2011年 | Double Dutch Delight 2011 Kids Fusion             |    | 1位  | Fami狛      |        |
| 2011年 | Double Dutch Delight 2011 Kids Speed Singles      |    | 3位  |             |        |
| 2011年 | Double Dutch Delight 2011 Kids Speed Doubles      |    | 3位  |             |        |

#### 男子テニス部
| 年     | 大会                                           | 順位 | 出典   |
| ------ | ---------------------------------------------- | ---- | ------ |
| 2014年 | 平成26年全国中学生テニス選手権大会男子ダブルス | 1位  | [ 78 ] |
| 2013年 | 平成25年全国中学生テニス選手権大会男子ダブルス | 1位  | [ 78 ] |

## 関係者

### 出身者
- 石原千秋 - 日本近代文学を専門とする国文学者[79][79]。
- 井丸ゆかり - 元女優、元グラビアアイドル。
- 小川和幸 - 北海道放送アナウンサー。
- 勝又温史 - プロ野球選手。横浜DeNAベイスターズ所属[80]。狛江市出身で、狛江第六小学校より進学。
- 越中詩郎 - プロレスラー[47]。狛江市出身。1971年度入学。2014年のインタビュー記事では、中学生の時「マリーズ」というビートルズのコピーバンドを作り、学園祭に出たと回顧した。なお、越中はドラムを担当[81]。
- 五神真 - 第30代東京大学総長、物理学者、日本学術会議会員[82]。狛江市出身で、狛江第三小学校より進学[35]。1970年度入学。在籍中は友人と共に生徒会を2年かけて説得し、アマチュア無線クラブを創部した。技術科や家庭科の教員の協力のもと、屋上にアンテナを設置するなどの活動を行なった[35]。

### 教職員
- 牟礼慶子 - 詩人。本名谷田慶子。開校当時から1975年まで国語科の教員として勤務し、この学校の校歌の作詞を担当した[47]。教え子にプロレスラーの越中詩郎[47]、国文学者の石原千秋がいる[79]。

### その他
- 土井レミイ杏利 - ハンドボール選手、TikToker。狛江市の取り組みの一環として2022年3月2日にこの学校の一日校長をオンラインで務めた[83]。翌年度9月15日、実際に来校し、臨時で創部されたハンドボール部と対戦した[84]。

## 年表
- 1967年04月01日 - 設立が許可され、開校。
- 1967年04月04日 - 校舎竣工。
- 1967年06月01日 - 校章が制定された。
- 1967年11月11日 - 校歌が制定された。
- 1967年12月20日 - 旧体育館完成。
- 1970年10月01日 - 市制施行につき校名が現行の狛江市立狛江第二中学校へ改名された。
- 1974年09月01日 - 昭和49年台風16号が接近したため、緊急避難所に指定され開設された。
- 1985年11月24日 - 東京都教職員文化会バレーボール大会に出場し、優勝する。
- 1990年06月01日 - 開校記念日を1967年5月1日に変更。
- 2001年03月31日 - ミルク給食開始。
- 2004年04月01日 - くすのき学級設置。
- 2008年10月14日 - 学校給食開始。
- 2011年08月31日 - 新体育館及びプール完成。
- 2012年03月31日 - 武道棟が完成。
- 2018年04月01日 - くすのき学級がくすのき教室となり正式に開設される。
- 2019年10月12日 - 令和元年東日本台風が接近したため避難所として開設。
- 2020年03月02日 - 新型コロナウイルス感染症の流行により臨時休業開始。
- 2020年06月01日 - 臨時休校解除。分散登校による授業再開。
- 2022年02月07日 - 狛江市より令和三年度環境表彰制度市長賞を受賞[注 13]。

## 交通アクセス
- 小田急小田原線
  - 狛江駅下車、徒歩15分。
  - 和泉多摩川駅下車、徒歩15分。
- 小田急バス
  - 狛11系統「駒井西」下車、徒歩7分。
  - 狛11系統「猪方」下車、徒歩7分。
  - 狛12系統「狛江第二中学校」下車、徒歩1分。